# MTV Europe Music Awards 2007

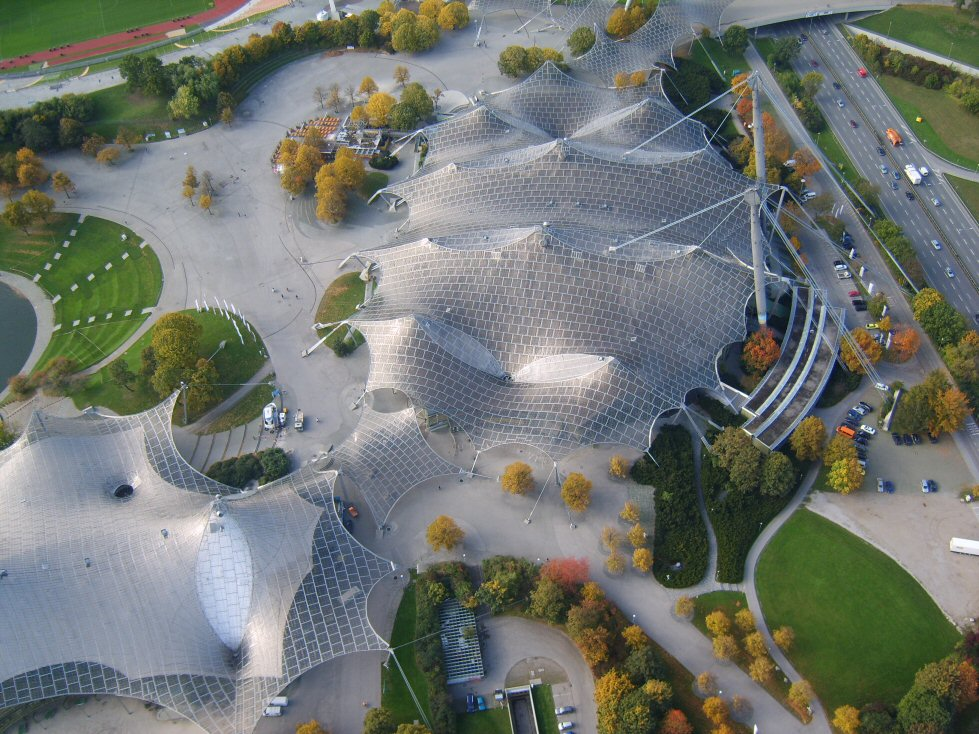
L'Olympiahalle di Monaco di Baviera

Gli MTV Europe Music Awards 2007 si sono tenuti il 1º novembre 2007 all'Olympiahalle di Monaco di Baviera, le candidature riguardanti i premi sono state annunciate a settembre 2007. La manifestazione è stata condotta da Snoop Dogg e da Dave Grohl (che si occupava delle interviste agli artisti); i numerosi artisti che si sono esibiti sul grande palco dell'arena di Monaco di Baviera sono stati: Avril Lavigne, Foo Fighters, Mika, Nicole Scherzinger & will.i.am, Babyshambles, Amy Winehouse, My Chemical Romance, Tokio Hotel.

## Premi
I vincitori della categoria sono evidenziati in grassetto.

### Miglior artista Rock
- My Chemical Romance
- Thirty Seconds to Mars
- Fall Out Boy
- Evanescence
- Linkin Park

### Miglior artista Hip Hop/R'n'B
- Gym Class Heroes
- Beyoncé
- Kanye West
- Justin Timberlake
- Timbaland
- Rihanna

### Miglior gruppo
- My Chemical Romance
- Good Charlotte
- Tokio Hotel
- Fall Out Boy
- Linkin Park

### Miglior canzone
- Girlfriend, Avril Lavigne
- All Good Things (Come to an End), Nelly Furtado
- Umbrella, Rihanna feat. Jay-Z
- Beautiful Liar, Beyoncé e Shakira
- Grace Kelly, Mika
- Rehab, Amy Winehouse

### Miglior concerto
- Beyoncé
- Foo Fighters
- Muse
- Justin Timberlake
- Arctic Monkeys

### Miglior artista
- Rihanna
- Christina Aguilera
- Nelly Furtado
- Justin Timberlake
- Avril Lavigne

### Miglior album
- Loose, Nelly Furtado
- Back to Black, Amy Winehouse
- Konvicted, Akon
- Minutes to Midnight Linkin Park
- The Best Damn Thing, Avril Lavigne

### Miglior artista interattivo sul web
- Thirty Seconds to Mars
- My Chemical Romance
- Depeche Mode
- Fall Out Boy
- Tokio Hotel

### Miglior rivelazione europea
- Sunrise Avenue (Finlandia)
- Neverstore (Svezia)
- Jaula De Grillos (Spagna)
- The bedwetters (Estonia)
- Christophe Willem (Francia)
- Buraka Som Sistema (Portogallo)
- Firma (Romania)
- Yakup (Turchia)
- Zero Assoluto (Italia)
- Klaxons (Gran Bretagna e Irlanda)
- Chakuza (Germania)

### Artist's Choice
- Nelly Furtado
- Chris Brown
- Amy Winehouse
- Snow Patrol

### Video Star dell'anno
- Salm on Dance, Chemical Brothers
- What Gomes Around Comes Around, Justin Timberlake
- Stronger, Kanye West
- The Pretender, Foo Fighters
- What's A Girl to Do, Bat for Lashes
- D.A.N.C.E., Justice

### Free Your Mind
- Anton Abele (Svezia)

## Premi regionali

### Miglior artista adriatico
- Siddharta
- Dubioza Kolektiv
- Hladno pivo
- Jinx
- Van Gogh

### Miglior artista africano
- Samini
- Jua Cali
- Hip Hop Pantsula
- Chameleone
- D'banj

### Migliore artista arabo
- Elissa
- Nancy Ajram
- Rashed Al-Majed
- Tamer Hosny
- Mohamed Hamaki

### Miglior artista baltico
- The Sun
- Skamp
- Tribes Of The City
- Double Faced Eels
- Jurga

### Miglior artista danese
- Trentemøller
- Dúné
- Suspekt
- Nephew
- Volbeat

### Miglior artista finlandese
- HIM
- Nightwish
- Negative
- Sunrise Avenue
- Ari Koivunen

### Miglior artista francese
- Justice
- Fatal Bazooka
- Booba
- Bob Sinclar
- Fatal Bazooka

### Miglior artista italiano
- Irene Grandi
- Negramaro
- J-Ax
- Zero Assoluto
- Elisa

### Miglior artista norvegese
- El Axel
- Lilyjets
- Karpe Diem
- Pleasure
- Aleksander With

### Miglior artista olandese & belga
- Hooverphonic
- Tiësto
- Gabriel Rios
- Goose
- Within Temptation

### Miglior artista polacco
- Doda
- Ania
- Kasia Nosowska
- O.S.T.R.
- Monika Brodka

### Miglior artista portoghese
- Fonzie
- Buraka Som Sistema
- Da Weasel
- Blasted Mechanism
- Sam The Kid

### Miglior artista rumeno & moldavo
- DJ Project
- Andrea Banica
- Activ
- Alex
- Simplu

### Miglior artista russo
- VIA Gra
- A-Studio
- MakSim
- Dima Bilan
- Sergey Lazarev

### Miglior artista spagnolo
- La Quinta Estación
- Violadores del Verso
- Mala Rodriguez
- Dover
- El Sueño de Morfeo

### Miglior artista svedese
- Timo Räisänen
- Those Dancing Days
- Laakso
- Neverstore
- The Ark

### Miglior artista tedesco
- Sasha
- Beatsteaks
- Sportfreunde Stiller
- Juli
- Sido

### Miglior artista turco
- Ceza
- Teoman
- Kenan Doğulu
- Sertab Erener
- Nil Karaibrahimgil

### Miglior artista ungherese
- Heaven Street Seven
- The Idoru
- Ákos
- The Moog
- Neo

### Miglior artista ucraino
- Okean El'zy
- VV
- Gaitana
- Esthetic Education
- Lama

### Miglior artista UK & Irlanda
- Amy Winehouse
- Klaxons
- Muse
- Arctic Monkeys
- Mark Ronson

## Esibizioni
- Foo Fighters — The Pretender / God Save the Queen
- Mika — Grace Kelly
- Avril Lavigne — Hot
- My Chemical Romance — Teenagers
- Amy Winehouse — Back to Black
- will.i.am — I Got It from My Mama
- Nicole Scherzinger (featuring will.i.am) — Baby Love
- Babyshambles — Delivery
- Bedwetters — A Dramatic Letter to Conscience
- Tokio Hotel — Monsoon